# Apud
Apud (del llatí apud, en català en) és un cultisme llatí que s'usa en les referències bibliogràfiques en el sentit de en el text i s'usa en les citacions o notes d'un text per a citar indirectament una obra que apareix citada en una altra.
Es recomana llegir i citar les obres originals. És per això que no es recomana utilitzar amb freqüència les referències apud, perquè se sol restringir a obres de difícil accés, com per exemple textos en llengües que l'autor no entén, documents estranys o textos antics.

## Exemple
El sociolingüista Lluís V. Aracil (Aracil, 1982, apud Boix i Vila, 1998) va encunyar el concepte de conflicte lingüístic.
Es referencia el llibre d'Aracil, que és citat a l'obra de Boix i Vila.